# Friedrich Becker
Friedrich Becker (ur. 1907, data śmierci nieznana) – zbrodniarz nazistowski, członek załogi niemieckiego obozu koncentracyjnego Flossenbürg i SS-Oberscharführer. 

## Życiorys
Z zawodu ekspert budowlany. Członek NSDAP (od 1937) i Waffen-SS. Pełnił służbę w obozie Flossenbürg od 3 lutego 1941 do 20 kwietnia 1945. Był kolejno: członkiem obozowego gestapo (do listopada 1942), urzędnikiem sztabu Schutzhaftlagerführera (do czerwca 1944) i Arbeitseinsatzführerem (do likwidacji obozu). Becker osobiście wykonywał indywidualne egzekucje w obozowym areszcie i przeprowadzał okrutne przesłuchania w Wydziale Politycznym obozu. Oprócz tego wielokrotnie katował więźniów, a jako kierownik w wydziale zajmującym się pracą przymusową, szczególnie znęcał się nad więźniami chorymi i osłabionymi, wysyłając ich do najcięższych robót.     
Becker zasiadł na ławie oskarżonych w procesie załogi Flossenbürga (US vs. Ewald Heerde i inni) przed amerykańskim Trybunałem Wojskowym w Dachau. Za swoje zbrodnie skazany został na dożywotnie pozbawienie wolności.